# ثورى (شهر)
Taura ( المندائية الكلاسيكية: ࡕࡀࡅࡓࡀ   )، والمعروف أيضًا باسم أيار ( المندائية الكلاسيكية: ࡀࡉࡀࡓ، رومنة: Aiar     ),  و يمثل الشهر الرابع في التقويم المندائي . 
وهو الاسم المندائي لكوكبة الثور .  ويقابل حاليًا شهر أكتوبر/نوفمبر في التقويم الميلادي بسبب عدم وجود سنة كبيسة في التقويم المندائي.
يبدأ الشهر بمهرجان عيد فل ، الذي يُؤكل فيه التمر المطحون مع السمسم المحمص. يليه صيام خفيف لمدة ثلاثة أيام في الأيام الثاني والثالث والرابع من شهر طورا. ويُحتفل بعيد دهوا حنينا ، أو العيد الصغير، في اليوم الثامن عشر من شهر طورا. 
Taura (شهر ثور)
Taura (ثور / ثورى) هو اسم شهر موجود في عدة تقاويم تقليدية، ويختلف ترتيبه ووظيفته بحسب النظام المستخدم:
في التقويم الأفغاني والفارسي
- يمثل الشهر الثاني من السنة، ويقابله في التقويم الفارسي اسم أُرديبهشت.
- يبدأ عادةً في 21 أبريل وينتهي في 21 مايو.
- الاسم مشتق من كلمة “ثور” التي تعني الثور، ويرمز إلى القوة والخصوبة.
- شهر ثور مرتبط بتاريخياً بـ ثورة ثور (Saur Revolution) في 27 أبريل 1978 في أفغانستان، والتي استولت خلالها حكومة الحزب الديمقراطي الشعبي على السلطة[4].[5]

في التقويم المندائي
- يمثل الشهر الرابع من السنة المندائية.
- يرتبط بعدة طقوس دينية مندائية واحتفالات ربيعية.
- يُعد جزءاً من التقويم المندائي الذي يعتمد على الدورة الشمسية مع بعض التعديلات القمرية، ويُستخدم لتحديد المناسبات الدينية والأعياد[6]